# کیم یه-جین
کیم یه-جین (کره‌ای: 김예진؛ زادهٔ ۲۰ دسامبر ۱۹۹۹) ورزشکار اسکیت سرعت مسیر کوتاه اهل کره جنوبی است.
وی در مسابقات کشوری و بین‌المللی در مجموع برندهٔ ۲ مدال طلا شده‌است.